# Vareš
Vareš – miasto w Bośni i Hercegowinie, w Federacji Bośni i Hercegowiny, w kantonie zenicko-dobojskim, siedziba gminy Vareš. W 2013 roku liczyło 2917 mieszkańców, z czego większość stanowili Boszniacy.
Miasto jest ośrodkiem wydobycia rud żelaza i manganu oraz hutnictwa, przemysłu maszynowego i drzewnego. Zabytkami są kościół i meczet (oba z XVIII wieku).